# Pablo Vainstein
Pablo Vainstein (nascido em 18 de julho de 1989) é um handebolista argentino. Integrou a seleção argentina que ficou em décimo lugar nos Jogos Olímpicos de Verão de 2016 no Rio de Janeiro. Atua como ponta direita e joga pelo clube Colegio Ward. Foi medalha de bronze no Campeonato Pan-Americano de Handebol Masculino de 2016.